# Orthoperus texanus
Orthoperus texanus är en skalbaggsart som beskrevs av Thomas Casey 1900. Orthoperus texanus ingår i släktet Orthoperus och familjen punktbaggar. Inga underarter finns listade i Catalogue of Life.